# Gonzeville
Gonzeville ist eine französische Gemeinde mit 121 Einwohnern (Stand: 1. Januar 2022) im Département Seine-Maritime in der Region Normandie. Die Gemeinde gehört zum Arrondissement Rouen und zum Kanton Yvetot. Die Einwohner werden Gonzevillais und Gonzevillaises genannt.

## Geografie
Gonzeville liegt im Zentrum des Départements, etwa 41 Kilometer nordnordwestlich von Rouen im Pays de Caux. Umgeben wird Gonzeville von den Nachbargemeinden Héberville im Norden, Canville-les-Deux-Églises im Nordosten, Bénesville im Osten und Südosten, Doudeville im Süden, Fultot im Westen sowie Anglesqueville-la-Bras-Long im Nordwesten.

## Bevölkerungsentwicklung

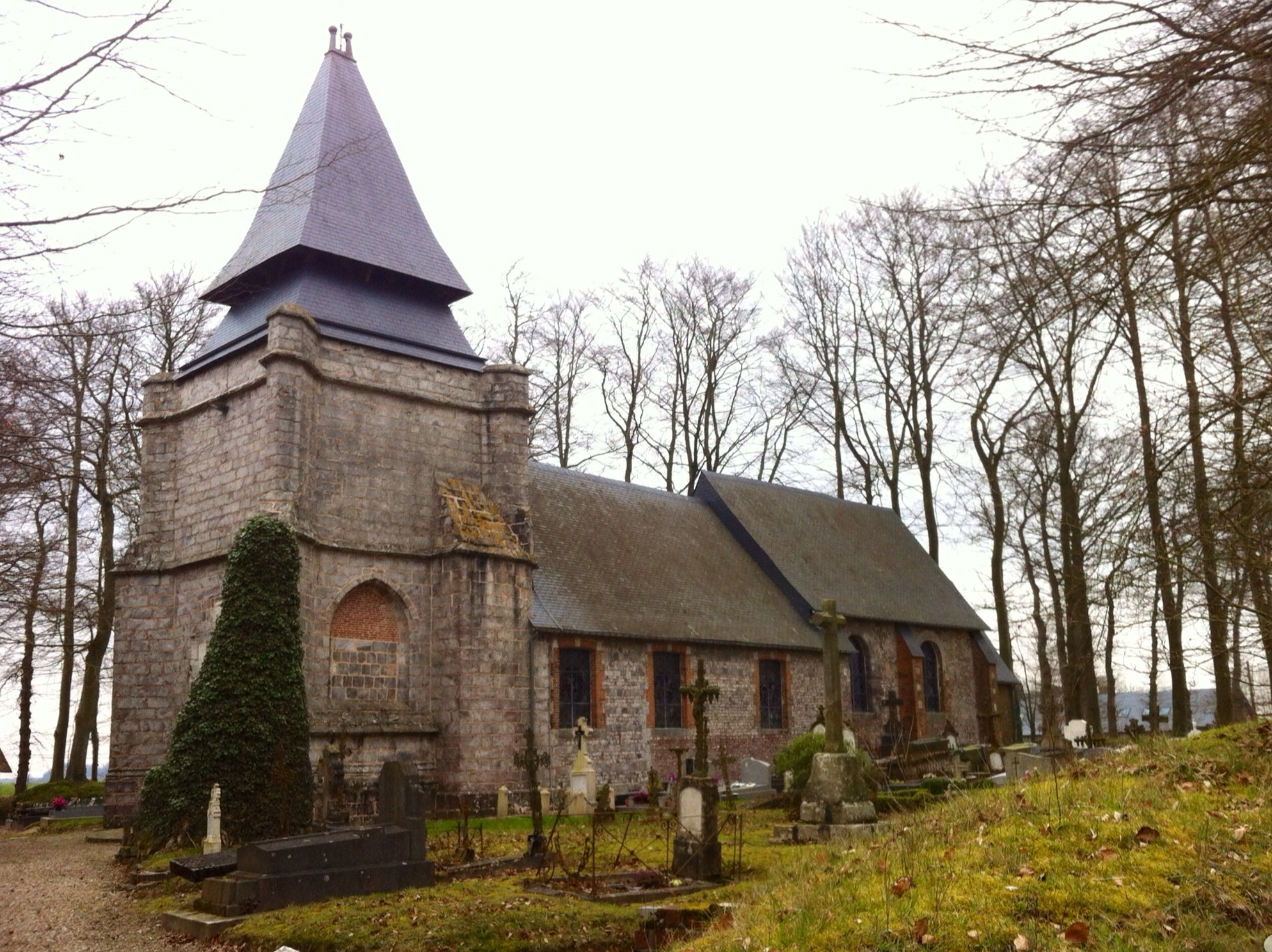
Kirche Saint-Samson-et-Saint-Cyr

| Jahr                       | 1962 | 1968 | 1975 | 1982 | 1990 | 1999 | 2006 | 2013 | 2020 |
| Einwohner                  | 186  | 190  | 155  | 143  | 123  | 111  | 109  | 102  | 126  |
| Quellen: Cassini und INSEE |      |      |      |      |      |      |      |      |      |

## Sehenswürdigkeiten
- Die Pfarrkirche Saint-Samson-et-Saint-Cyr besitzt Stützpfeiler an der Apsis aus dem 12. Jahrhundert. Der Glockenturm an der Fassade datiert aus dem 16. Jahrhundert. Im 18. Jahrhundert wurde das Langhausstark umgestaltet.
- Zwei Herrenhäuser stammen aus dem 16. Jahrhundert und 17. Jahrhundert

## Persönlichkeiten
- Valérie Lemercier (* 1964), französische Schauspielerin, Filmregisseurin, Drehbuchautorin und Sängerin, ist hier aufgewachsen